# ウォー・トゥ・エンド・オール・ウォーズ
『ウォー・トゥ・エンド・オール・ウォーズ 』（War to End All Wars）は、2000年に発表されたイングヴェイ・マルムスティーンの13作目のスタジオ・アルバム。

## 概要
発売名義は「イングヴェイ・J・マルムスティーンズ・ライジング・フォース」。日本盤ジャケットの帯解説は「王者イングヴェイ、新世紀へのプレリュード!! ハード・ロック・シーンに君臨する孤高の天才。究極の"バロック＆ロール"アルバム、ここに完成!!」である。アルバムタイトルの元となった「the war to end all wars」は、第一次世界大戦を表すために使われた言葉でもあるが、曲の内容はイングヴェイの個人的な内容となっている。
このアルバムツアーの間に、ヴォーカルのマーク・ボールズはバンドを離脱し、一時的にヨルン・ランデが代役を務めたものの、ツアー終盤には再度マーク・ボールズが復帰している。 Molto Arpeggiosaは「イングヴェイ奏法 究極編-PLAY LOUD!-〔FULL-SHRED〕」で演奏した「Arpeggios from Hell」が元となっている。 サウンドプロダクションの面では完璧に仕上がらず、2013年に出版された自伝本において、「近い将来、あのアルバムをリミックスするかもしれない」と述べている。

## 収録曲
| 全作曲: イングヴェイ・マルムスティーン。 |                                                                              |                                |                                |      |
| #                                        | タイトル                                                                     | 作詞                           | 作曲・編曲                     | 時間 |
| 1.                                       | 「プロフェット・オブ・ドゥーム」(Prophet Of Doom)                            | イングヴェイ・マルムスティーン | イングヴェイ・マルムスティーン | 5:31 |
| 2.                                       | 「クルーシファイ」(Crucify)                                                  | イングヴェイ・マルムスティーン | イングヴェイ・マルムスティーン | 6:44 |
| 3.                                       | 「バッド・レピュテイション」(Bad Reputation)                                 | イングヴェイ・マルムスティーン | イングヴェイ・マルムスティーン | 4:52 |
| 4.                                       | 「キャッチ 22」(Catch 22)                                                    | イングヴェイ・マルムスティーン | イングヴェイ・マルムスティーン | 4:12 |
| 5.                                       | 「マスカレード」(Masquerade)                                                 | イングヴェイ・マルムスティーン | イングヴェイ・マルムスティーン | 4:54 |
| 6.                                       | 「モルト・アルペジオッサ」(Molto Arpeggiosa)                                 | (Instrumental)                 | イングヴェイ・マルムスティーン | 4:13 |
| 7.                                       | 「ミラクル・オブ・ライフ」(Miracle Of Life)                                  | イングヴェイ・マルムスティーン | イングヴェイ・マルムスティーン | 5:39 |
| 8.                                       | 「ジ・ウィザード」(The Wizard)                                               | イングヴェイ・マルムスティーン | イングヴェイ・マルムスティーン | 5:18 |
| 9.                                       | 「プレリューディアム」(Preludium)                                            | (Instrumental)                 | イングヴェイ・マルムスティーン | 2:26 |
| 10.                                      | 「ワイルド・ワン」(Wild One)                                                 | イングヴェイ・マルムスティーン | イングヴェイ・マルムスティーン | 5:45 |
| 11.                                      | 「タロット」(Tarot)                                                          | イングヴェイ・マルムスティーン | イングヴェイ・マルムスティーン | 5:38 |
| 12.                                      | 「インストゥル-メンタル・インスティテューション」(Instru-Mental Institution) | (Instrumental)                 | イングヴェイ・マルムスティーン | 3:55 |
| 13.                                      | 「ウォー・トゥ・エンド・オール・ウォーズ」(War To End All Wars)              | イングヴェイ・マルムスティーン | イングヴェイ・マルムスティーン | 4:15 |
| 合計時間:                                | 合計時間:                                                                    | 合計時間:                      | 63:22                          |      |

| #         | タイトル                                                     | 作詞・作曲     | 時間 |
| --------- | ------------------------------------------------------------ | -------------- | ---- |
| 14.       | 「トレジャー・フロム・ジ・イースト」(Treasure From The East) | (Instrumental) | 3:52 |
| 15.       | 「レクイエム」(Requiem)                                      | (Instrumental) | 4:01 |
| 合計時間: | 合計時間:                                                    | 合計時間:      | 7:53 |

| #   | タイトル                      | 作詞・作曲                     | 時間 |
| --- | ----------------------------- | ------------------------------ | ---- |
| 14. | 「Black Sheep Of The Family」 | イングヴェイ・マルムスティーン | 2:16 |

## 参加者
- イングヴェイ・Ｊ・マルムスティーン	 - ギター、ベース、シタール、ヴォーカル
- マーク・ボールズ	 - 	ヴォーカル
- マッツ・オラウソン	 - 	キーボード
- ジョン・マカルーソ	 - 	ドラム
- フランク・フラゼッタ - オリジナル・カバー・アートワーク